# Antonio Romano
Antonio Romano (Grottaminarda, 4 gennaio 1895 – Grottaminarda, 2 gennaio 1976) è stato un politico italiano.

## Biografia
Eletto all'Assemblea Costituente nelle file della Democrazia Cristiana, venne confermato al Senato nella I, II e III legislatura. Nel secondo governo Segni ricoprì l'incarico di Sottosegretario di Stato alle Poste e Telecomunicazioni.